# 道の駅しもつけ
道の駅しもつけ（みちのえき しもつけ）は、栃木県下野市にある国道4号の道の駅である。

## 施設
- 駐車場
  - 普通車：263台
  - 大型車：40台
  - 身障者用：3台
- トイレ（いずれも24時間利用可能）
  - 男：20器
  - 女：29器
  - 身障者用：2器
- 公衆電話
- 直売物産加工施設（9:00 - 18:00 夏季 - 19:00）
- 展望台
- レストラン（11:00 - 22:00）
- 軽食コーナー（9:00 - 22:00）
- 情報発信施設
- 体験農園
- 体験学習室
- コミュニティ施設
- カフェ「スターバックスコーヒー」（7:00 - 22:00）[1][2]

## 休館日
- 第1、第3水曜日
- 12月31日 - 1月2日

## アクセス
- 国道4号（新4号国道） - 登録路線
  - 栃木県道146号結城石橋線
  - 栃木県道310号下野二宮線

## 駅周辺
- 下野薬師寺跡
- 薬師寺八幡宮
- 下野市立薬師寺小学校
- 下野市立南河内中学校
- 下野市役所南河内庁舎
- 自治医科大学
- 自治医科大学附属病院
- 自治医科大学とちぎ子ども医療センター